# Макгајвер (ТВ серија из 2016)
Макгајвер (енгл. MacGyver) америчка је телевизијска серија коју је развио Питер М. Ленков за CBS. Лукас Тил тумачи насловног лика, тајног владиног агента који више воли да се бори против криминала генијалним инжењерским подвизима него смртоносном силом. Рибут је истоимене серије коју је створио Ли Дејвид Злотоф.
Приказивана је од 23. септембра 2016. до 30. априла 2021. године. Одвија се у истом измишљеном универзуму као и друге две Ленкове серије — Хаваји 5-0 и Магнум.

## Радња
Млади Ангус „Мак” Макгајвер ради за тајну организацију унутар Владе Сједињених Америчких Држава. Ослања се на своје неуобичајене вештине решавања проблема како би спасао животе.

## Улоге
| Глумац            | Улога           |
| ----------------- | --------------- |
| Лукас Тил         | Ангус Макгајвер |
| Џорџ Идс          | Џек Долтон      |
| Тристин Мејс      | Рајли Дејвис    |
| Сандрин Холт      | Патриша Торнтон |
| Џастин Хајрес     | Вилт Бозер      |
| Мередит Итон      | Матилда Вебер   |
| Изабел Лукас      | Саманта Кејџ    |
| Ливи Тран         | Дезире Нгујен   |
| Хенри Ијан Кјузик | Расел Тејлор    |

## Епизоде
| Сезона | Сезона | Епизоде | Епизоде | Оригинално емитовање | Оригинално емитовање |
| Сезона | Сезона | Епизоде | Епизоде | Премијера            | Финале               |
| ------ | ------ | ------- | ------- | -------------------- | -------------------- |
|        | 1.     | 21      | 21      | 23. септембар 2016.  | 14. април 2017.      |
|        | 2.     | 23      | 23      | 29. септембар 2017.  | 4. мај 2018.         |
|        | 3.     | 22      | 22      | 28. септембар 2018.  | 10. мај 2019.        |
|        | 4.     | 13      | 13      | 7. фебруар 2020.     | 8. мај 2020.         |
|        | 5.     | 15      | 15      | 4. децембар 2020.    | 30. април 2021.      |